# Giacomo Margotti
Giacomo Margotti (Sanremo, 11 maggio 1823 – Torino, 6 maggio 1887) è stato un presbitero, giornalista e teologo italiano.
Fu l'ideatore della formula «né eletti né elettori», che ricevette approvazione dalla Santa Sede con il non expedit.

## Biografia
Studiò come seminarista nel convento agostiniano di Ventimiglia. Ricevuto il diaconato nel 1844 proseguì gli studi a Genova, dove l'8 giugno 1845 conseguì il baccellierato e a metà luglio la laurea in teologia. Nel novembre del 1845 entrò all'Accademia ecclesiastica di Superga.
Fu ordinato presbitero il 28 marzo 1846 dall'arcivescovo di Torino Luigi Fransoni. Nel marzo del 1848 divenne parroco della chiesa di San Siro a Sanremo, ma la libertà di stampa concessa con lo Statuto albertino lo portò a intraprendere la carriera giornalistica.

### «L'Armonia» (1848)

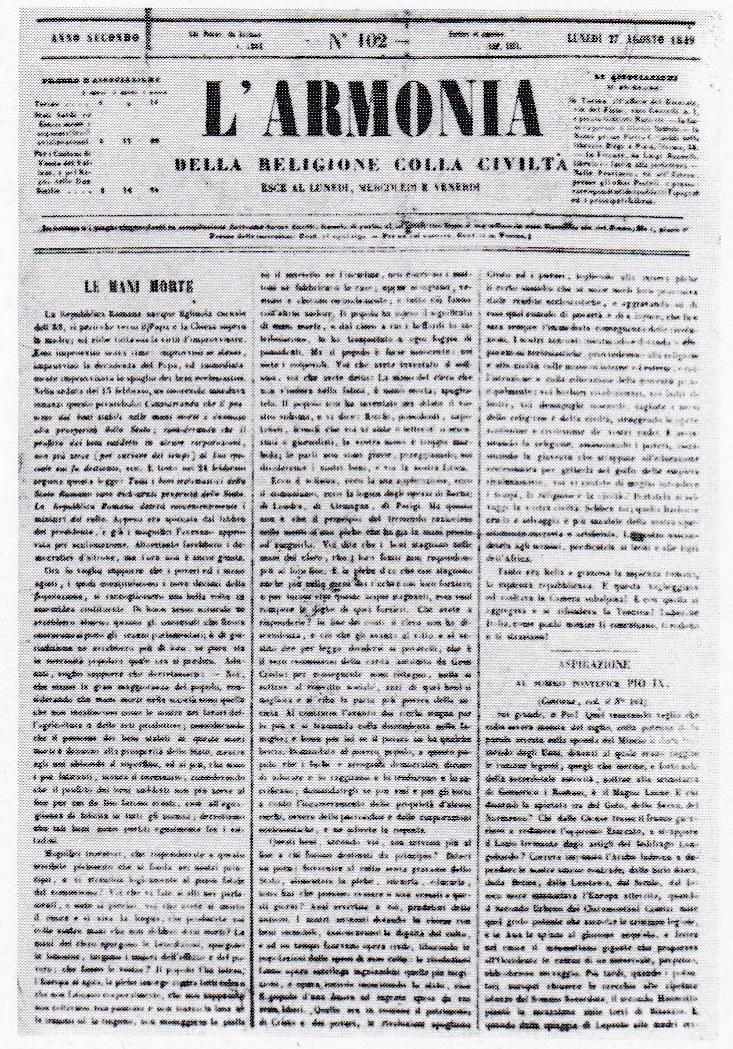
L'«Armonia della Religione con la Civiltà», numero del 1849.

Il periodico (titolo completo: «L'Armonia della Religione con la Civiltà») fu fondato dal teologo Guglielmo Andrea Audisio, rettore all'Accademia ecclesiastica di Superga. Audisio volle creare un giornale espressione dei cattolici intransigenti; il primo numero uscì il 4 luglio 1848. Originariamente bisettimanale, poi (dopo 40 numeri) trisettimanale, «L'Armonia», aveva inizialmente una linea moderata dovuta alla presenza di esponenti del cattolicesimo liberale. Il gruppo dell'Armonia comprendeva il marchese Carlo Emanuele Birago di Vische, proprietario e direttore, Luigi Moreno, vescovo di Ivrea, Guglielmo Audisio, in qualità di direttore effettivo; si annoveravano tra i collaboratori Gaetano Alimonda, futuro arcivescovo di Torino, il marchese Fabio Invrea, il marchese Gustavo Benso di Cavour, fratello di Camillo, e Antonio Rosmini Serbati.
Inizialmente la collaborazione di Margotti all'Armonia fu occasionale. Il suo primo articolo apparve il 13 dicembre, intitolato «La Costituzione». Nello stesso periodo don Margotti era impegnato nello scrivere pamphlet contro il governo e i deputati al parlamento subalpino. Luigi Moreno e Guglielmo Audisio, accortisi della verve del giovane sacerdote, lo assunsero il 18 settembre 1849 con l'incarico di redattore di cronaca.
In seguito ad una polemica con il quotidiano anticlericale Gazzetta del Popolo, Guglielmo Audisio fu destituito dall'incarico di rettore dell'Accademia ecclesiastica e si dovette dimettere anche dalla direzione del giornale. Giacomo Margotti gli subentrò come direttore nell'autunno del 1849.

### Direttore de «L'Armonia» (1849-1863)

Giacomo Margotti.

La direzione di don Margotti fu subito caratterizzata da toni accesi contro la «banda democratica», responsabile della sconfitta di Novara. La battaglia proseguì con l'attacco, nel 1850, alle leggi Siccardi definite scismatiche, ingiuste e offensive del sentimento religioso. Il giornale dovette subire una serie di multe, sequestri e denunce. Nel marzo del 1850 l'arcivescovo di Torino, Luigi Fransoni, fu condannato a un mese di carcere per avere invitato il clero a ignorare la legge che aboliva il foro ecclesiastico. L'Armonia, per protesta, uscì con un numero di solo mezzo foglio. Don Margotti pubblicò altri due opuscoli di satira politica: Viaggio dell'arcivescovo di Torino e del vescovo di Asti alla terza Camera subalpina e La tabacchiera nazionale. Questa svolta segnò l'uscita di Gustavo Benso di Cavour dalla redazione e l'accentuazione della linea politica intransigente. La tiratura superò le 3 000 copie; fu aggiunto allora un quarto numero settimanale, finché nel 1855 «L'Armonia» divenne un quotidiano. In quell'anno è da menzionare l'attacco del giornale contro il provvedimento filo-protestante del governo Cavour che aveva abolito la congrua solo per il clero cattolico, mantenendo le sovvenzioni per la Chiesa valdese. L'11 dicembre Margotti scrisse polemicamente: L'usanza è ricavata dall'Inghilterra, dove i cattolici debbono pagare pel culto protestante. Tra il 1850 e il 1853 don Margotti collaborò anche con La Campana, un giornale di taglio più satirico che polemico.
Nel 1856 diede alle stampe nuovi libelli contro Camillo Benso di Cavour, Giuseppe Mazzini e Vincenzo Gioberti che gli procurarono prima una serie di lettere minatorie e poi un tentato omicidio (27 gennaio 1856) dal quale uscì miracolosamente senza riportare gravi conseguenze.
La linea di don Margotti fu poi approvata dalla Congregazione degli Affari Ecclesiastici Straordinari, nel 1868, cui seguì il non expedit di Pio IX.
Nel 1887 monsignor Davide Riccardi, allora vescovo di Novara, si domanda se il partito dell'astensionismo fosse stato suggerito a don Margotti dall'autorità ecclesiastica, che ufficialmente nel 1861 non aveva né imposto né sconsigliato l'astensionismo.

### Eletto deputato, elezione annullata
Alle elezioni del 1857 Giacomo Margotti fu eletto nel collegio sardo di Oristano, ma l'elezione fu invalidata il 5 giugno 1858, ricorrendo alla legge che stabiliva l'ineleggibilità dei pastori con cura d'anime; tuttavia Margotti non era più parroco ma canonico. Durante la campagna elettorale L'Armonia aveva pubblicato l'elenco dei deputati della V legislatura (1853-1857) indicando il loro comportamento nei confronti della legge sul matrimonio del 1852, della modifica del codice penale del 1854 e della soppressione delle congregazioni religiose del 1855.
Nel 1858, dopo un viaggio in Inghilterra, pubblicò il volume Roma e Londra, in cui difendeva il governo di papa Pio IX dalle accuse dei liberali italiani.
Nel giugno del 1859 all'Armonia furono inflitti quattro mesi di sospensione per la linea a favore del potere temporale di papa Pio IX. Nel 1860 il giornale riprese le pubblicazioni con una nuova serie di articoli contro Cavour e contro i plebisciti.
Alle elezioni del 1861, le prime del Regno d'Italia, don Margotti dalle colonne dell'«Armonia» invitò i cattolici all'astensione con la celebre formula Né eletti né elettori. Maturato come reazione polemica all'annullamento della sua elezione del 1857, l'astensionismo divenne via via protesta organica (contro il trattamento riservato al papa "prigioniero" e "offeso" e opposizione allo Stato liberale.

### L'Unità Cattolica(1863-1887)
Dal 1861 il vescovo Moreno cercò di riportare L'Armonia su una linea più prudente. Nel 1862 morì il marchese Birago di Vische. Le crescenti divergenze con il vescovo spinsero don Margotti a lasciare la direzione. Decise di fondare un nuovo giornale: L'Unità Cattolica, portando con sé tre redattori dell'Armonia.
Dopo la pubblicazione del Sillabo (8 dicembre 1864) L'Unità Cattolica fu tra i più autorevoli interpreti del cattolicesimo intransigente, contrastando la linea conciliatorista dei cattolici liberali e dichiarandosi estraneo alla concezione di uno Stato nazionale laico. Dopo il 20 settembre 1870 il giornale uscì sempre listato a lutto in segno di protesta per la presa di Roma.
Nel novembre del 1876 la Sinistra vinse le elezioni e andò al potere. Il 29 ottobre 1878 l'ideatore della formula «né eletti né elettori», che era stata approvata dalla Santa Sede con il non expedit, rilanciò il tema del voto politico ai cattolici per arginare il dilagare della Sinistra. Non deposta la sfiducia nelle istituzioni, invitò per la prima volta i cattolici ad organizzarsi politicamente.
Giacomo Margotti morì nel maggio 1887, poco prima di compiere 64 anni, a Torino.

## Opere
- Nascita, vita e morte del ministero Rattazzi, Torino 1849;
- Panorama politico, ossia la Camera subalpina in venti sedute, Torino 1849 (con lo pseudonimo di Giuseppe Mongibello);
- Un sacrificio sulla tomba di Carlo Alberto, Torino 1849 (stesso pseudonimo);
- La Giovane Italia e l'abate Vincenzo Gioberti, Torino 1849;
- Viaggio dell'arcivescovo di Torino e del vescovo di Asti alla terza Camera subalpina, Torino 1849;
- La tabacchiera nazionale, Torino 1850;
- Il vescovo di Saluzzo, ossia Daniele nel lago dei leoni, per Giacomo Ferrero, detto «Mongibello», Torino 1850;
- Panegirico del conte Giuseppe Siccardi, ministro di Grazia e Giustizia in Piemonte, Torino 1851 (stesso pseudonimo);
- Processo di Nepomuceno Nuytz, professore di diritto canonico nell'Università di Torino, Torino 1852;
- Ricerche critiche sul miracolo, Torino 1852;
- Alcuni cenni biografici intorno ad Angelo Bianchi dedicati al giornale «Il Parlamento», Torino 1853;
- Alcune considerazioni intorno la separazione dello Stato dalla Chiesa in Piemonte, Torino 1855;
- La ciarla, almanacco parlamentare per l'anno 1856, Torino 1857;
- La batracomiomachia politica, Torino 1857;
- Le vittorie della Chiesa nel primo decennio del Pontificato di Pio Nono, Milano 1857;
- Roma e Londra. Confronti, Torino 1858;
- Le consolazioni del nostro santo padre Pio IX nelle feste celebratesi in Trento dal 20 al 29 giugno 1863 compiendosi il terzo secolo dopo la chiusura dell'ecumenico concilio tridentino, Torino 1863;
- Memorie per la storia dei nostri tempi dal congresso di Parigi del 1856 ai primi giorni del 1863, 6 voll., Torino 1863-1865;
- Pio IX ed il suo episcopato nelle diocesi di Spoleto ed Imola, Torino 1877;
- Appunti autografi del teologo Giacomo Margotti, Torino 1905 (postumo).